# 검은머리마모셋
검은머리마모셋 (Mico nigriceps)은 신세계원숭이에 속하는 마모셋 원숭이의 일종이다. 브라질에서 발견된다.